# Pareuptychia summandosa
Pareuptychia summandosa är en fjärilsart som beskrevs av Gosse 1880. Pareuptychia summandosa ingår i släktet Pareuptychia och familjen praktfjärilar. Inga underarter finns listade i Catalogue of Life.